# CoRoT-5 b
CoRoT-5 b, anciennement nommée CoRoT-Exo-5 b est une planète extrasolaire en orbite autour de l'étoile CoRoT-5. Elle fut découverte en 2008 par la mission CoRoT.
L'existence de cette planète a été confirmée grâce à un suivi Doppler.

## Propriétés et localisation
Sa masse est de 0,467 fois celle de Jupiter, mais un rayon légèrement plus grand et elle complète une orbite autour de son étoile en 4 jours. Elle se trouve à 0,04947 unité astronomique (UA) de son étoile.